# Mayo-Kebbi Ouest
Mayo-Kebbi Ouest is een van de 18 regio’s van Tsjaad. De hoofdstad is Pala.

## Geografie
Mayo-Kebbi Ouest ligt in het zuidwesten van het land en grenst aan Kameroen. De belangrijkste rivier in de regio is de Mayo Kebbi. 
De regio is onderverdeeld in twee departementen: Mayo-Dallah en Lac Léré. 

## Bevolking
Er leven ruim 324.900 mensen (in 1993) in de regio.
De voornaamste etnische volkeren zijn de Moundang, de Fulbe en de Ngambay.
Regio's: Batha · Borkou-Ennedi-Tibesti · Chari-Baguirmi · Guéra · Hadjer-Lamis · Kanem · Lac · Logone Occidental · Logone Oriental · Mandoul · Mayo-Kebbi Est · Mayo-Kebbi Ouest · Moyen-Chari · Ouaddaï · Salamat · Tandjilé · Wadi Fira

Stad: Ndjamena